# Chiesa di Santa Maria Assunta (Trevignano Romano)
La chiesa di Santa Maria Assunta è la parrocchiale di Trevignano Romano, in città metropolitana di Roma Capitale e diocesi di Civita Castellana; fa parte della vicaria del Lago.

## Storia
L'originario luogo di culto in stile romanico sorse tra la fine del Tre e l'inizio del Quattrocento; l'edificio venne poi ricostruito nel XVI secolo.
Nel 1786 ebbero inizio i lavori di rimaneggiamento e rifacimento della parrocchiale, condotti su disegno del Pilucchi; l'opera venne portata a termine nel 1794.
La chiesa fu interessata da un generale restauro nel 1922; nel 1970 si procedette all'adeguamento liturgico secondo le norme postconciliari in occasione del quale si procedette all'aggiunta dell'ambone e dell'altare rivolto verso l'assemblea.
Tra il 1989 e il 1991 la parrocchiale fu oggetto di un restauro, mentre nel 1998 si provvide a rimettere a nuovo alcuni dipinti dell'interno. 

## Descrizione

### Esterno

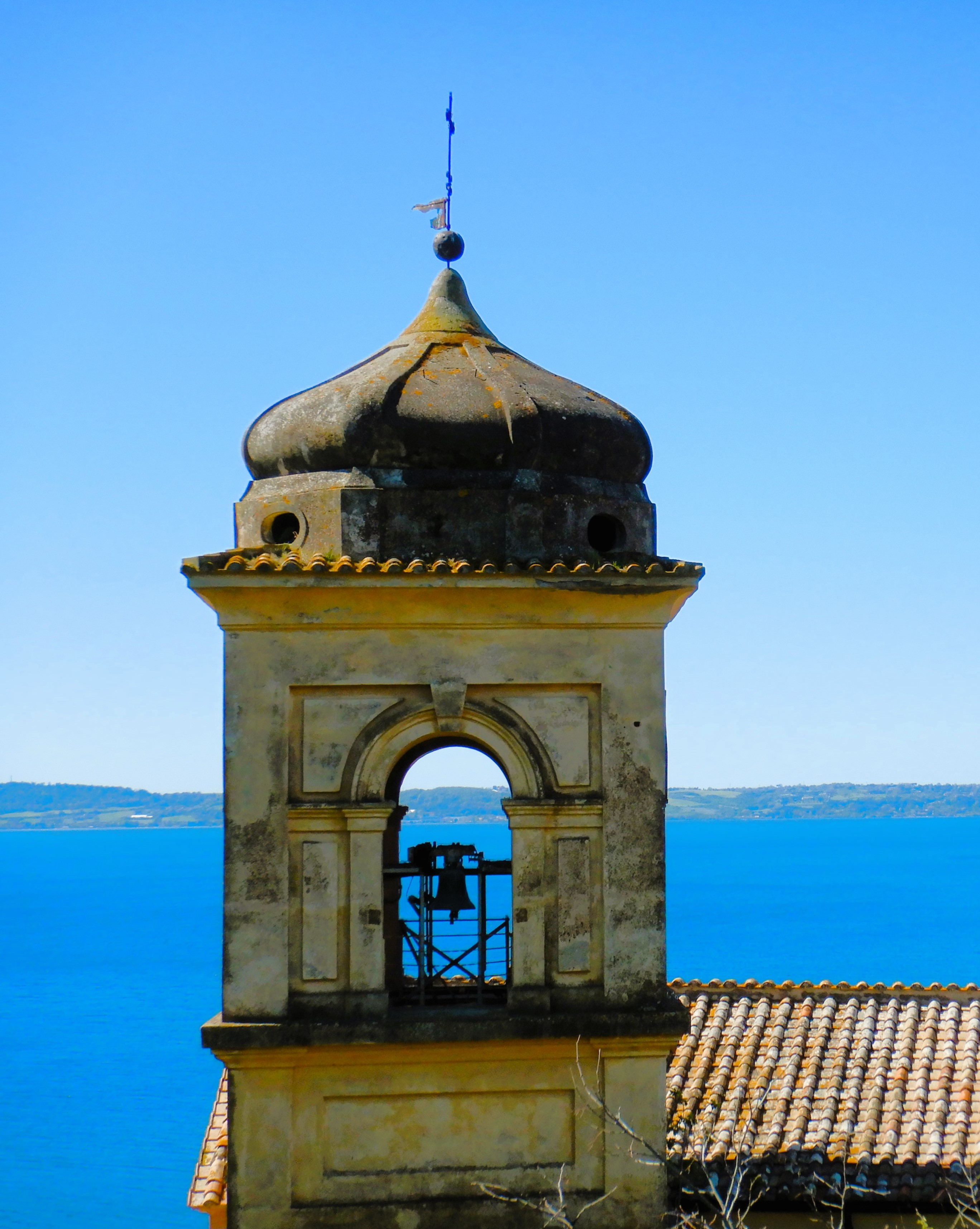
Il campanile

La facciata a capanna della chiesa, rivolta a sudovest, è suddivisa da una cornice marcapiano dentellata in due registri, entrambi scanditi da lesene; quello inferiore è caratterizzato dal portale d'ingresso timpanato, mentre quello superiore presenta una finestra ed è coronato dal frontone di forma triangolare.
Annesso alla parrocchiale è il campanile a base quadrata, la cui cella presenta su ogni lato una monofora a tutto sesto ed è coronata dalla cupola poggiante sul tamburo.

### Interno
L'interno dell'edificio si compone di un'unica navata, sulla quale si affacciano le modeste cappellette laterali, introdotte da archi a tutto sesto, e le cui pareti sono scandite da lesene, coronate da capitelli con volute e festoni e sorreggenti la trabeazione modanata e aggettante sopra la quale si imposta la volta a botte; al termine dell'aula si sviluppa il presbiterio, rialzato di alcuni gradini e chiuso dalla parete di fondo piatta.
Qui sono conservate diverse opere di pregio, tra le quali la statua lignea con soggetto la Madonna in trono con Bambino, intagliata nel XIV secolo, l'affresco ritraente la Dormizione della Beata Vergine Maria e sua successiva assunzione, risalente al 1517 e attribuibile alla scuola di Raffaello Sanzio (forse più nello specifico a Pellegrino Aretusi), il trittico ritraente Cristo benedicente accompagnato dalla Vergine a sinistra e San Giovanni Evangelista a destra, databile al Duecento, e l'organo, costruito nel 1700.